# 21621 Sherman
21621 Sherman (1999 KR4) là một tiểu hành tinh vành đai chính được phát hiện ngày 20 tháng 5 năm 1999 bởi Nhóm nghiên cứu tiểu hành tinh gần Trái Đất phòng thí nghiệm Lincoln ở Socorro.